# Garlasco
 (mai 2023).
Si vous disposez d'ouvrages ou d'articles de référence ou si vous connaissez des sites web de qualité traitant du thème abordé ici, merci de compléter l'article en donnant les références utiles à sa vérifiabilité et en les liant à la section « Notes et références ».
Garlasco (Garlasch ou Garlàsc en Lombard) est une commune italienne de la province de Pavie dans la région de Lombardie en Italie.
Avec plus de 9 000 habitants, elle est une des communes les plus importantes de la Lomelline. Elle est notamment connue pour le sanctuaire de la Madonna della Bozzola, à 4 km du centre-ville, lieu d'un pèlerinage religieux. 

## Toponymie
L'étymologie du nom Garlasco est incertaine. Parfois évoquée, la simple dérivation latine de Garlascum ou Garilassium n'est pas soutenue par des arguments convaincants. Il est plus probable qu'il faille le rattacher à une dérivation celtique-germanique, en particulier à partir du nom « carl », associé à des terres louées à de petits agriculteurs. De là viendraient les formes « Carlasi », « Karlascum », « Carlasco ». Pourtant la dérivation celtique pure semble encore plus pertinente. Le nom viendrait de « Ker-leski », « village du feu »  ou « village de l'incinération ». Cette hypothèse, qui rattache l'origine du toponyme à la présence de peuples celtes sur le territoire, semblerait confirmée par la découverte, non loin du village, d'une vaste nécropole gauloise, qu'il faudrait associer au vicus d'Antona, rapporté par la tradition historique locale.
Une autre explication, fantaisiste mais charmante, est due à une légende populaire qui lie le nom de la ville à l'évocation d'un amour malheureux. Un chevalier devant quitter sa bien-aimée aurait eu pour dernière parole « Cara, sto » - « Mon amour, attends-moi » ; le nom de la ville garderait ainsi la mémoire de ces paroles d'amour fidèle. 
À son tour, le nom de Garlasco est à l'origine, comme souvent en Italie, d'un certain nombre de noms de famille. 

## Géographie
La commune se trouve dans la partie centre-ouest de la Lomelline, dans une région de plaines, caractérisée par de nombreuses rizières et la culture intensive des céréales et du maïs. Son territoire est traversé par le Terdoppio. 

## Climat
Le climat est un climat continental, marqué par une forte humidité. En hiver, le brouillard est fréquent, alors qu'en été, la région connait des chaleurs fortes et des brumes.

## Histoire
Garlasco est vraisemblablement, comme le suggère donc la toponymie, d'origine préromaine. Comme dans toute la plaine du Pô, le plus probable est d'y voir une succession de colonies de peuplement: au soubassement ligure s'est ajouté un peuplement celtico-gaulois, dont la nécropole évoquée plus haut rappelle l'importance, auquel s'est superposée la domination romaine. Garlasco a également subi les bouleversements causés par les invasions barbares, et en particulier la prédominance des Lombards, à partir de la seconde moitié du VIe siècle, suivie par l'hégémonie franque à partir de la fin du VIIIe siècle. 
Il faut toutefois attendre le Xe siècle pour trouver la ville mentionnée dans des documents attestant son existence en tant que telle. En 909, Bérenger I donne à Ageverto, archiprêtre de San Giovanni Domnarum à Pavie, de nombreuses possessions de la cité. En 989, l'empereur Otton II fait don de Garlasco et de toutes les terres qui l'entourent au monastère de San Salvadore de Pavie, alors parmi les plus importants de la région. 
Par la suite, Garlasco se trouve au cœur des rivalités entre Milan et Pavie. La ville, au plus tard au XIIe siècle, est intégrée au domaine de Pavie, dont elle constitue un bastion essentiel (Propugnaculum Papiae). À ce titre, elle est à plusieurs reprises attaquée et plusieurs fois dévastée. Elle bénéficie également d'une certaine indépendance. Toutefois, Garlasco est la proie des luttes d'influence que se livrent les grandes familles de Pavie : les Beccaria et les Langosco régissent, avec des hauts et des bas, la cité, avant d'en être dépossédés par la domination des Visconti et l'éphémère mais violente présence du marquis de Montferrat. C'est ce dernier qui en 1369 ordonne la destruction du château et des fortifications. En 1436, Filipo Maria Visconti donne Garlasco en fief au comte palatin Guarnerio Castiglione. Ses descendants, souvent divisés, se partageront le gouvernement de la cité. Ce n'est qu'en 1761 qu'Alessandro Castiglione concentre de nouveau le pouvoir dans ses seules mains. Son petit-fils, Alfonso Gaetano porte en 1774 le titre de comte de Garlasco ; il en est également le dernier feudataire : le féodalisme est, en effet, aboli en 1797. 
La ville connait ensuite les épisodes mouvementés qui voient la fin du royaume germanique d'Italie puis la domination française sous Napoléon Ier, avant d'être intégrée, non au royaume de Lombardie-Vénétie, sous domination autrichienne, mais au royaume de Sardaigne.
En 1818, les communes jusqu'alors autonomes d'Aurelio et de San Baggio sont intégrées dans la municipalité. Après la conquête par l'Italie de son indépendance, Garlasco retrouve le territoire de Pavie, parallèlement à la création de la province de Pavie. À partir de là, son histoire se confond avec celle du reste de la région et plus encore du pays.

## Économie
Le territoire a une histoire essentiellement agricole, traditionnellement fondée sur l'élevage et la culture du riz. Cependant après la Seconde Guerre mondiale, il a connu un développement remarquable de petites industries liées à l'industrie de la chaussure. Ce secteur est désormais en crise et les délocalisations ont provoqué la fermeture de nombreuses usines. Actuellement, c'est le secteur tertiaire qui tend à devenir l'activité dominante. Il faut y ajouter le tourisme, principalement lié à la présence du sanctuaire de la Madonna de Bozzola, mais aussi à l'existence d'un complexe de divertissement et à la proximité du Parc Naturel Lombard de la Vallée du Tessin.

## Culture
Garlasco se trouve sur l'itinéraire de la Via Francigena. 
À Garlasco se parle encore une intéressante variante de la langue lombarde qui a fait l'objet d'études documentées. 

## Monuments et centres d'intérêt
- Église paroissiale de Santa Maria Assunta

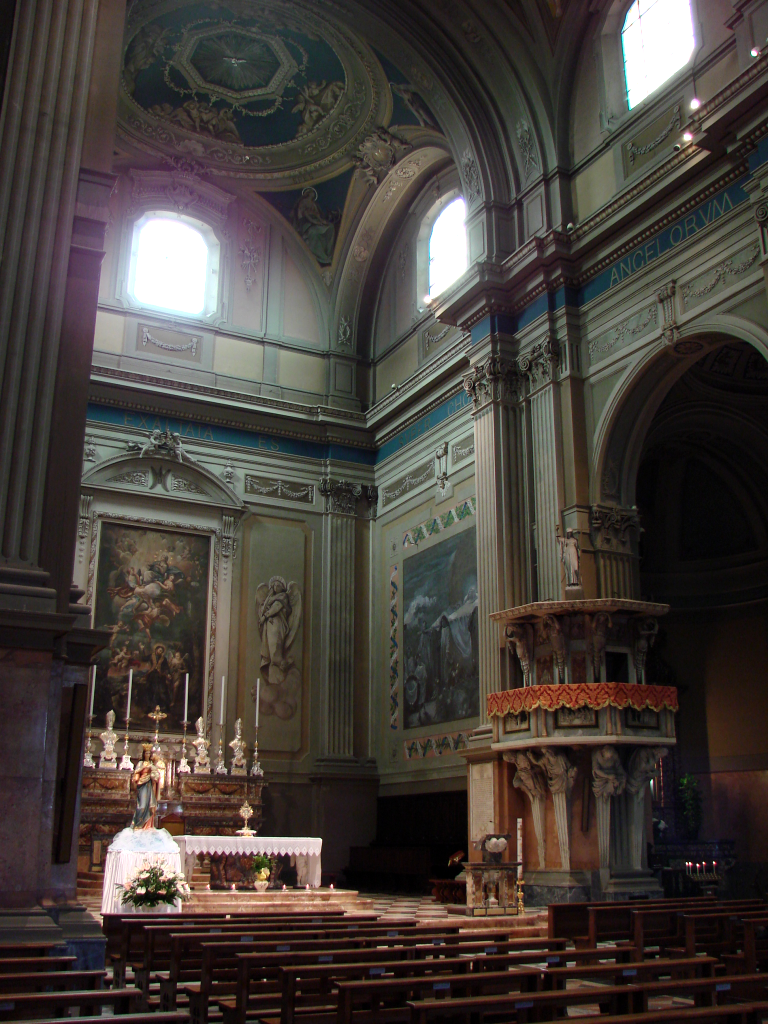
Église Santa Maria, intérieur.

L'église paroissiale, dédiée à la Sainte Vierge Assunta et à Saint-François, a été construite  sur les plans de l'architecte Gerolamo Regina de Pavie.
De style corinthien, à trois nefs avec coupole, elle fut bâtie entre 1783 et 1715 sur les restes de l'église primitive de Santa Maria intra muros, dont les traces demeurent dans la base du clocher et dans les peintures du XVe siècle qui subsistent à l'extérieur de l'abside. La façade, à deux ordres superposés avec volutes et ponctuée par quatre paires de colonnes doriques en bas et deux paires de colonnes corinthiennes en haut, fut achevée en 1931. Elle est complétée par un fronton à profil brisé. Trois portails d'entrée donnent accès aux trois nefs respectives. 
Le maître-autel, rénové en 1979, est fait de précieux marbres polychromes de Sienne et de Seravezza ; on peut aussi découvrir un retable représente l'Assomption de la Vierge et saint François-Xavier, les autels latéraux ornés de peintures et bas-reliefs ainsi qu'un crucifix en bois du XIVe siècle. Une chaire en marbre, offerte en 1818 par le prévôt, Monseigneur Amedeo Cecconi, est ornée de bas-reliefs représentant la primauté de Pierre, Jésus et les docteurs du temple et la prédication de Jean le Baptiste. Dans la contre-façade est l'orgue, construit en 1896 par les frères Langa, célèbres facteurs d'orgues de Pavie; d'excellente facture, il compte 1737 tiges et a deux claviers, pour le grand orgue et aussi l'orgue ou table d'harmonie. La transmission est entièrement mécanique. 
- Église de San Rocco

Elle a été construite par le comte Giovanni Castiglioni en 1570. Dotée de nombreuses œuvres d'art, elle fut pillée par les troupes napoléoniennes en 1813. Elle est, de nos jours encore, régie par la Fraternité qui dans le passé a fondé l'hôpital de San Rocco. À l'intérieur, on trouve désormais des fresques et décorations d'artistes locaux.
- Église de la Sainte Trinité

Aussi maison de la Fraternité, comme l'église de San Rocco, elle fut fondée en 1612 et reconstruite en 1712. La décoration originale, détériorée, a été remplacée et confiée aux maîtres Boniforti de Vigevano et Canevari de Dorno. L'église, organisée autour d'une seule nef, est de style baroque. La façade est ornée de stucs délicats du XVIIIe siècle.
- Sanctuaire de la Madone de Bozzola

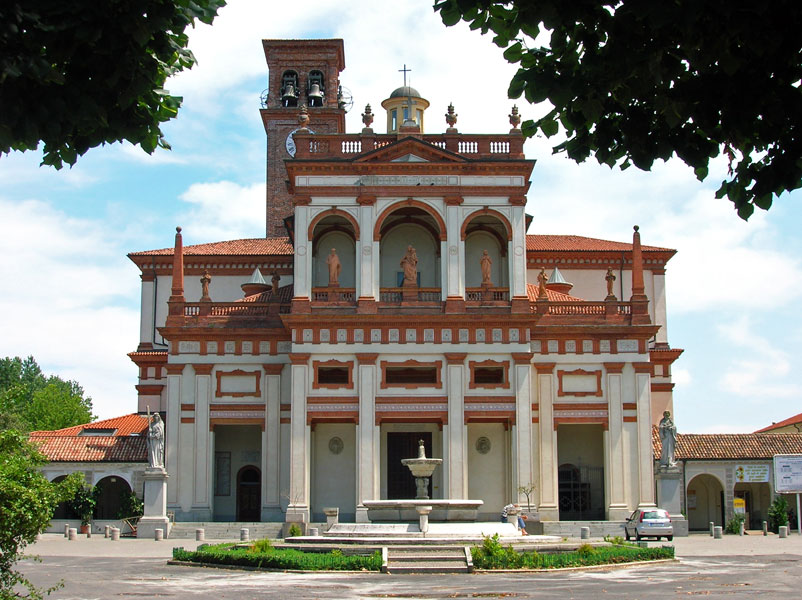
Sanctuaire de la Madonna della Bozzola.

L'origine du sanctuaire de Garlasco est due à un événement miraculeux datant de 1465 quand, ainsi que le raconte la tradition, une jeune fille de treize ans, Maria, de Garlasco, sourde-muette, se trouvait à la pâture avec les animaux de son père. Un fort orage se déclenche ; Maria recherche un abri sous une petite chapelle où se trouve une fresque de la Vierge, peinte par Agostino de Pavie en remerciement pour avoir été secouru alors qu'il était près de se noyer dans le Tessin. Une lueur soudainement apparaît dans un globe, et la jeune fille voit la Vierge Marie, qui lui donne une mission: « Maria, va dire aux Garlaschesi que je veux ici un sanctuaire pour protéger toute la Lomellina. Nombreuses seront les grâces que Je répandrai en ce lieu et  mes enfants connaîtront les trésors de ma miséricorde ». Après son retour à Garlasco, Maria (qui, à partir de ce moment sera appelée Maria Benedetta), n'est miraculeusement plus sourde-muette et narre ce qui est arrivé à la population. 
Le site de l'apparition miraculeuse était alors entouré de buissons d'aubépine (en dialecte local « buslà », mot dont par translittération en italien dérive le nom de Bozzola). 
L'événement prodigieux conduisit à l'édification du sanctuaire actuel, construit à partir d'une petite église qui correspond au presbytère actuel, suivie par une première extension de la structure datant du XVIIe siècle. En 1662, est construit le clocher et en 1720 la coupole octogonale, achevée l'année suivante.  En 1860, la nef a été étendue avec l'actuel plan de croix grecque. En 1890, la façade est édifiée à partir des dessins de Marietti ; cependant dans les années qui suivirent elle fut démolie car ne s'était pas révélée satisfaisante et fut reconstruite en 1897 à partir des plans de l'ingénieur Nava de Milan. La nouvelle structure est décorée de statues en terre cuite de Provini de Milan et Repellini de Crémone, tandis que sur deux colonnes de granit, deux statues représentent la Foi et l'Espérance). En 1927, le sanctuaire a reçu le titre de Basilique mineure. 
- Château de Garlasco

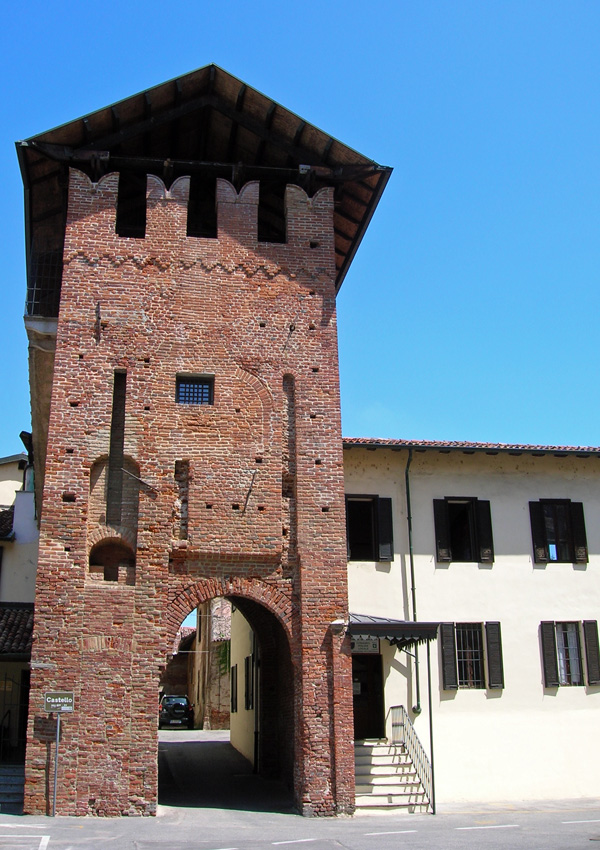
Le château.

Le  château de Garlasco fut l'un des plus importants de la Lomellina, pour sa solidité et sa localisation stratégique, particularités qui lui a valu le titre de « propugnaculum Papiae ».
La structure est typique des constructions lombardes sous domination des Visconti caractérisées par des structures à forme quadrangulaires donnant sur une cour intérieure et des tours carrées aux angles. Le château est pillé et dévasté plusieurs fois, notamment en 1524, quand il a été presque complètement nivelé. Reconstruit et revisité du point de vue architectural et fonctionnel au cours des siècles, du château d'origine il n'est presque plus de traces : le seul témoignage tangible est donné par une tour située derrière la place, ainsi que par quelques restes de fondations et une petite tour.
- Théâtre Martinetti

Construit vers 1830, ce théâtre sociétaire a été conçu par le géomètre Joseph Martinetti et son fils Cesare. Il illustre une période faste pour l'opéra, quand de nombreux théâtres ont été construits, notamment dans les villes de province, en imitant les grands théâtres d'opéra du XIXe siècle. Dans plusieurs villes, en effet, il fut d'usage, dans les années entre la fin du XVIIIe et au début XIXe siècle, pour plusieurs familles, nobles et bourgeois réunis, de s'associer et, en échange d'un loge à usage perpétuel pour leur famille, de prendre à leur charge les coûts de construction et d'entretien du bâtiment.
Rénové et agrandi en 1887, il passe alors sous administration municipale, qui a également commencé à gérer la programmation. Opéra et opérettes, concerts, mais aussi œuvres de bienfaisance sont l'activité dominante du théâtre. Le 16 avril 1908 apparaît pour la première fois créée une représentation avec « cinématographe parlant »
La structure a été baptisée vers 1920 du nom de Francesco Martinetti, fils de César, qui était retourné d'Argentine en Italie pour se battre pendant la première guerre mondiale et qui est mort au combat. Avec l’avènement du cinéma, le théâtre a connu un lent déclin jusqu'aux années 1950, quand il fut reconverti en salle de bal. Dans les années 1970, le théâtre a perdu définitivement son statut de lieu public et est devenu d'abord siège d'un parti politique, entrepôts et puis finalement est abandonné en raison de son état de délabrement. Toutefois en 1977, le conseil municipal de la ville a décidé de restaurer le théâtre, et après trente ans de travaux de réaménagement et de restauration, le théâtre fut rouvert en 2006. Actuellement, le théâtre peut accueillir environ 250 personnes, et l'intérieur imite, reprenant la tradition du XIXe siècle, mais en beaucoup plus petit, la Scala de Milan. Le théâtre se situe à l'entrée de la via della Trinità, et la façade présente des  motifs variés imitant le classicisme de l'architecture Renaissance.
- Place de la République

À l'origine, elle était conçue pour être composée de quatre ailes à arcades délimitant un espace central. La première phase de construction, datée de 1859-1860, a uniquement permis la réalisation de celle située au Nord, qui comprend l'ancien hôtel de ville, et celle à l'est. En 1954, est édifiée la partie occidentale, dans un style complètement dissonant avec les précédentes constructions, tandis que la partie sud n'a été jamais créée. Les deux ailes à arcades construites sont surmontées par une colonnade classique à arcature à plein cintre. 

## Personnalités liées à la commune
- Giuseppe Moruzzi, Patriote garibaldien. Il meurt pour la libération de Rome le 23 juillet 1867 ;
- Alessandro Vaccaneo, né en 1892. Général de brigade, il est exécuté par les SS à Shelkow en Pologne en 1945 ;
- Ron, né en 1953, chanteur ayant passé son enfance et son adolescence dans la cité où il habite de nouveau et où il a installé un studio d'enregistrement.

## Événement commémoratif
- La fête patronale se tient le second dimanche de septembre.
- La fête de la Madonna della Bozzola a lieu au mois d'avril.

## Sport
- Football

Le plus important club de football de la ville est le F.C Garlasco, qui évolue en championnat d'excellence. Les couleurs de l'équipe sont le jaune et le bleu. De création plus récente est le San Rocco Garlasco, qui est passé récemment de ligue amateur à la troisième catégorie.
- Arts martiaux

L'ASD Arti Marziali entend populariser les disciplines relatives aux arts martiaux mais aussi celles de remise en forme en général et permet de prendre des cours de yoga comme de karaté, Kung Fu, etc. Depuis plusieurs années, elle participe et organise des sessions de formation et des compétitions en Italie et aussi en Europe.
- Athlétisme

L'ASD Expo-Inox Atletica Lomellina organise des courses d'athlétisme. 
- Boxe

Elle est représentée par l'ASD Gruppo Podistico Garlaschese                                                                    
- Volley

Volley 2001 Garlasco dispute divers championnats tant féminins que masculins. 

## Administration
| Période                                  | Période | Identité                | Étiquette | Qualité |
| ---------------------------------------- | ------- | ----------------------- | --------- | ------- |
| 2011                                     |         | Pietro Francesco Farina |           |         |
| Les données manquantes sont à compléter. |         |                         |           |         |

### Hameaux
Bozzola

### Communes limitrophes
Alagna, Borgo San Siro, Dorno, Gropello Cairoli, Tromello, Zerbolò